# 前秦貪泉介
前秦貪泉介（学名：Tanchuanoleberis chienchin）为光面介科貪泉介屬下的一个种。